# Белжецькі

варіант гербу Ястребець

Белжецькі (пол. Bełżeccy), або Белзецькі (пол. Bełzeccy) — польський шляхетський рід гербу Яструбець, який мав чималі маєтки в Галицькій Русі. Родове прізвище походить від назви поселення в Белзькому воєводстві.

## Представники
- Ян Жаковський (пол. Jan Żakowski) — заснував місто Белжець, почав писатись Белжецьким
  - Миколай — батько Бартломея, Анджея, Яна, чоловік Барбари з Маґерів, підчашанки сандомирської
    - Бартломей (†1583) — суррогатор белзький, за Бартошем Папроцьким, був похований у костелі бернардинів у Львові; найстарший син Миколая та Барбари з Маґерів
      - Бартломей (†бл.1638) — син Бартломея Белжецького з Белжця та Ельжбети Васі(ю)чинської, підкоморій белзький; перша дружина — княжна Збаразька, друга — княжна Соломерецька, третя — Зофія Печиховска (Печихойська), 4-та — Тшціньска, підкоморянка сохачевська
        - старша донька від княжни Збаразької — дружина галицького каштеляна Скотницького
        - молодша донька від княжни Збаразької — дружина Ґабріеля Дембіньського
        - Кшиштоф — син від 3-ї дружини, королівський секретар
        - Францішек, Єжи — сини від 3-ї (4-ї) дружини

      - Дорота
      - Миколай — суддя земський белзький

    - Анджей — середній син Миколая та Барбари з Маґерів, ротмістр, чоловік Ядвіґи Язловецької[1] (другий його шлюб[2])
      - Ян — галицький підкоморій, каштелян[3]
        - Александер Станіслав  — подільський воєвода
          - Станіслав — перемиський, белзький каштелян; 3 рази одружувався (перша Софія Вельгорська, друга Белзецька, третя — стольниківна теребовельська Тшебуховська[4]
            - Катажина[5] — перша дружина чернігівського воєводи Юзефа Любомирського[5]

          - подібно, Станіслав — стольник белзький
          - Александра — дружина пйотркувського старости Єжи Оссолінського
          - Катажина — дружина ротмістра Кароля Францішка Корнякта — внука купця Костянтина Корнякта;[6] чернігівського каштеляна Станіслава Антонія Фредра
          - ім'я невідоме — дружина Казановського, потім, ймовірно, дружина краківського каштеляна Станіслава Варшицького
          - ім'я невідоме — монахиня-францисканка.[7]

        - Еварист Ян — староста вишгородський
        - Теодор Анджей — дідич Маріямполя

      - Бонавентура Константій — син Анджея та його першої дружини, стольник галицький, зять щирецького старости Францішека Бернарда Мнішека; [8] дружина - Гризельда, дочка Марека Лещковського гербу Правдич, який купив село Сагринь у Стефана  Лаща 1644 року.[9]
      - Ядвіґа Тишкевич — донька Анджея та його другої дружини Ядвіґи Язловецької, внучка Єжи Язловецького,[10] дружина київського воєводи Януша Тишкевича

    - Ян — наймолодший син Миколая та Барбари з Маґерів, воював проти московитів під проводом Шеремета та Булгака, фундатор костелу (в оригіналі — виставив костел) в Магерові,[2] дружина — донька галицького судді Стшижа (тобто Стшижувна)
      - Ян (Януш[11]) — хорунжий белзький, дружина — Анна з Ніщицьких гербу Правдич, донька сєрпського каштеляна; доньки:
        - Зофія — дружина Убиша, хорунжого добжиньського
        - Анна.

- Адам (†1719) — белзький каштелян,[12] дружина — Олена Софія Вельгорська[13]
- Адам — стольник белзький, дружина — Гелена Куропатва, донька Пйотра, фундаторка колегіуму в Станіславові[14]
- Миколай — чоловік княжни Катерини Юріївни Збаразької[15]
- Януш — хорунжий белзький, дружина — Ґлоґовська[16]
- Констанція з Белжецьких Любомирська — перша дружина маршалка коронного Станіслава Любомирського.[17]
- Тереза (н. прибл. 1690 — 1708) — внучка Анни Вельгорської, була похована в крипті монастиря тринітаріїв у Львові.
- ? з Белжецьких Стадницька — дружина белзького підчашого Антонія Стадницького[18]
- Александра Йоанна з Белжецьких Оссоліньска (†бл. 1762) — дружина пйотркувського старости Єжи Оссолінського (†по 1672)[19]